# Woodbury (Kentucky)
Woodbury – miasto w Stanach Zjednoczonych, w stanie Kentucky, w hrabstwie Butler.